# 聯合國安全理事會第48號決議
聯合國安理會第48號決議是1948年4月23日在聯合國安全理事會第287次會議通過的。這項決議請求所有相關團體遵守聯合國安理會46號決議，並為此設立巴勒斯坦停戰委員會協助安理會的調停工作。
該決議在哥倫比亞、烏克蘭蘇維埃社會主義共和國及蘇聯的棄權下，以8票對0票通過。

## 外部連結
- 48號決議全文